# حسین انواری
حسین انواری (زادهٔ ۱۳۳۷ در سراب) نمایندهٔ حوزهٔ انتخابیهٔ سراب در دورهٔ ششم مجلس شورای اسلامی بوده‌است. وی پیش‌تر در دورهٔ پنجم نیز عضو این مجلس بود. حسین انواری فرزند محی‌الدین انواری است.